# Ranelagh Gardens

Rundbau mit einem Teil der Parkanlage

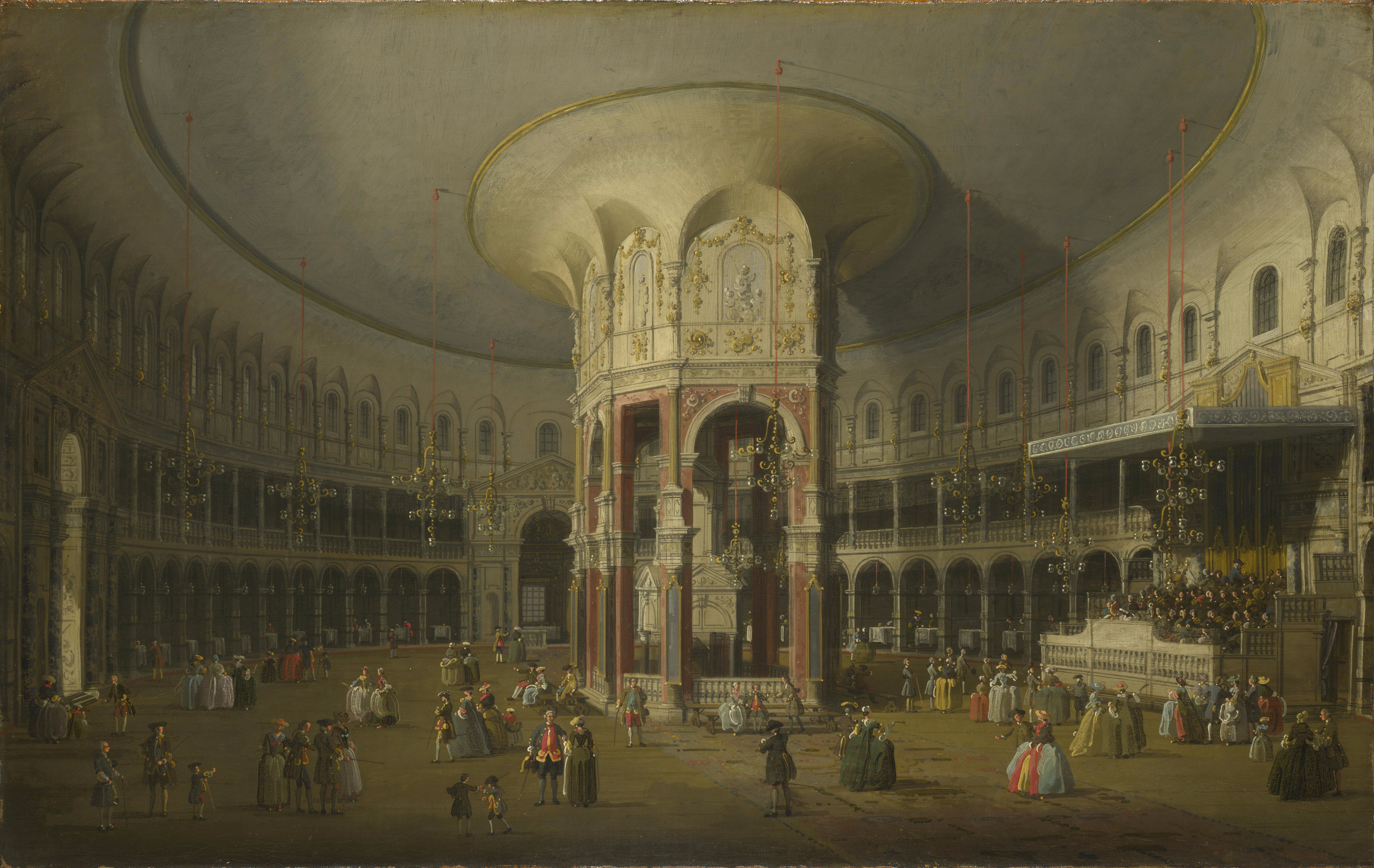
Canaletto: Inneres der Rotunde, 1754

Ranelagh Gardens war ein öffentlicher Lustgarten des 18. Jahrhunderts in London. Er lag in Chelsea und erstreckte sich bis an das Ufer der Themse. Heute ist der Garten ein Teil der Gärten des benachbarten Royal Hospital Chelsea.
1688 begann Richard Jones, 1. Earl of Ranelagh, mit dem Bau von Ranelagh House als offizielle Residenz des Kämmerers für das benachbarte Hospital, das als Heim für versehrte und alte Soldaten 1691 eröffnet wurde. Ranelagh starb überschuldet 1712, danach verfiel sein Haus mit dem umgebenden Garten. 1741 wurden Haus und Grundstück an eine Gesellschaft verpachtet, die auf dem Gelände einen öffentlichen Lustgarten anlegen wollte. Der Architekt William Jones wurde mit der Neuanlage des Gartens beauftragt. Jones legte den Schwerpunkt der Anlage auf den Bau einer mächtigen, überkuppelten Halle, der Rotunde. Im Inneren enthielt die Rotunde doppelstöckige Galerien, die Besucher konnten promenieren und es wurde musikalische Unterhaltung geboten; 1765 trat hier der neunjährige Mozart auf. Neben der Rotunde enthielt der Garten eine Reihe von Elementen der Gartenarchitektur wie einen Kanal, einen Teich, eine Lindenallee, eine chinesische Brücke und Ziertempel. Obwohl der Garten durch die Rotunde dominiert wurde, war der Garten sowohl zum Promenieren als auch für Spaziergänge geeignet und erfreute sich bis zum Ende des 18. Jahrhunderts bei den Besuchern höchster Beliebtheit. In seiner Beliebtheit konnte er mit den wesentlich älteren, 1660 eröffneten Vauxhall Gardens konkurrieren. Der Garten wurde 1803 geschlossen, Ranelagh House und die Rotunde wurden 1805 abgerissen, die Gartenanlage wurde wieder ein Teil des Hospitals.
Zwischen 1859 und 1866 wurde der Garten durch den Landschaftsarchitekten John Gibson, der auch an der Anlage des Battersea Parks am gegenüberliegenden Ufer der Themse beteiligt war, umgestaltet. Seitdem ist er mit künstlichen Hügeln, gewundenen Wegen und Bäumen und Sträuchern im Stil eines englischen Landschaftsgartens gestaltet.
Canaletto hat die Rotunde von innen und von außen gemalt.